# エステレール
エステレール(インドネシア語: es teler)は、インドネシアで食されているかき氷、飲み物。エス・テレールと表記されることもある。
アボカド、ココナッツ果肉、、ジャックフルーツやその他の果物をココナッツミルク、加糖コンデンスミルク、パンダンリーフ（通常はココパンダンシロップの形で）、砂糖、少量の食塩とともに提供される。
「エス」は「氷」の意である。 インドネシアの食堂などでは、デザートではなく飲み物の項にエステレールが記載されていることもあり、食後と言わず、食事の間の飲み物としてもエステレールが飲まれている。
Murniati Widjajaによって作られたこの調合は、1982年にインドネシアの「国の飲み物」に選ばれた。